# Capella de Sant Miquel (Alcoi)
La capella de Sant Miquel a la ciutat d'Alcoi (l'Alcoià) País Valencià, està situada al carrer Santa Rita número 23 i va ser construïda en 1790 pel mestre d'obres Andreu Joan Carbonell.
És una xicoteta capella de propietat particular que està unida a la Reial Fàbrica de Panys d'Alcoi o "casa de la Bolla", seu de la societat Tèxtil Alcoiana que agrupa als empresaris del gremi tèxtil, el patró del qual és Sant Miquel, sant titular de la capella.
La planta de la capella és en creu grega amb braços molt curts, quasi quadrada i està coberta per cúpula sobre petxines, amb finestres i medallons. A aquesta s'adossa el presbiteri, en recinte independent, també de planta quadrada i cobert amb una volta amb petxines on hi ha una pintura al fresc de Sant Miquel. Els dos recintes s'uneixen per pilastres d'ordre compost, mentre que un entaulament els recorre i unifica.
La façana se situa entre mitgeres, amb una composició clàssica i simètrica. Es corona per una espadanya i està presidida per un alt relleu de Sant Miquel situat en la portada de pedra de dos cossos on s'obri la porta.
Un gran arc que simula ser de descàrrega recorre tot el parament i es converteix en l'element més característic de l'exterior de l'edifici.